# Dalaas
Dalaas is een gemeente in de Oostenrijkse deelstaat Vorarlberg, gelegen in het district Bludenz (BZ). De gemeente heeft ongeveer 1600 inwoners.

## Geografie
Dalaas heeft een oppervlakte van 94,3 km². Het ligt in het westen van het land.
Naast Dalaas valt ook Wald am Arlberg binnen de gemeentegrenzen. Tevens is in de
gemeente Dalaas het populaire skigebied Sonnenkopf te vinden.
Bartholomäberg · Blons · Bludenz · Bludesch · Brand · Bürs · Bürserberg · Dalaas · Fontanella · Gaschurn · Innerbraz · Klösterle · Lech · Lorüns · Ludesch · Nenzing · Nüziders · Raggal · Sankt Anton im Montafon · Sankt Gallenkirch · Sankt Gerold · Schruns · Silbertal · Sonntag · Stallehr · Thüringen · Thüringerberg · Tschagguns · Vandans
- Gemeinsame Normdatei: 4527854-4
- Virtual International Authority File: 236110473